# KylieX2008
KylieX2008（或被稱為 X2008），是澳大利亚流行歌手OBE凯莉·米洛的第十次巡演，以宣传她2007年年底发行的专辑《X》。最初宣布僅於歐洲巡迴的演唱會，在澳洲，亚洲和美洲舉辦巡演的傳聞便於各國際媒體間出現。在欧洲巡迴演出結束後，凯莉宣布將繼續在澳洲、亞洲以及南美洲展開巡迴。2009年，凯莉在一些音乐节表演则将这场巡演继续下去。
在官方網站宣布For You, For Me巡演的同时，也宣布了X2008在票箱收入約賺進了7千萬美元。

## 消息釋出
在經過媒體們的數個月猜測之後，凱莉於其官方網站上宣布"KylieX2008"首場演出將在法國巴黎，並巡迴至世界各地演出。
除了宣布消息外，凯莉並在声明中提到：
|  | 這場巡演对于观众和我自身来说将会是一次全新並且令人兴奋的体验。《X》的电子混音让我有機會可以發掘全新的表演方式。有別於前两次巡演（Showgril Greatest Hits Tour和Showgirl Homecoming Tour），"X"巡演将包括专辑最新单曲和过往老歌。我非常盼望第二年的巡演。 |

在X巡演排演的同時，凯莉透過她的官方网站发布了若干部幕后花絮。在此同时，专辑"X"在美国发行，她为专辑第三支单曲"All I See"摄制了2部音乐录影带（包括一个清唱版本）。
欧洲和英国巡演门票售罄后，许多歌迷推测凯莉会将巡演带到澳大利亚、日本。但是凯莉在“Sunrise”节目中宣传她的ITV特别节目“The Kylie Show”时透露：“我现在更关注的是这次巡演本身，如果我能把现时的这次（欧洲）巡演做好，我很乐意回到澳大利亚（举办巡演）”。不久后，凯莉透露她将在祖国举办巡演。她说：“之前我没有确定澳洲巡演日程是因为我真的不知道我这到底是在干什么...但是现在我知道了。” 

## 演出

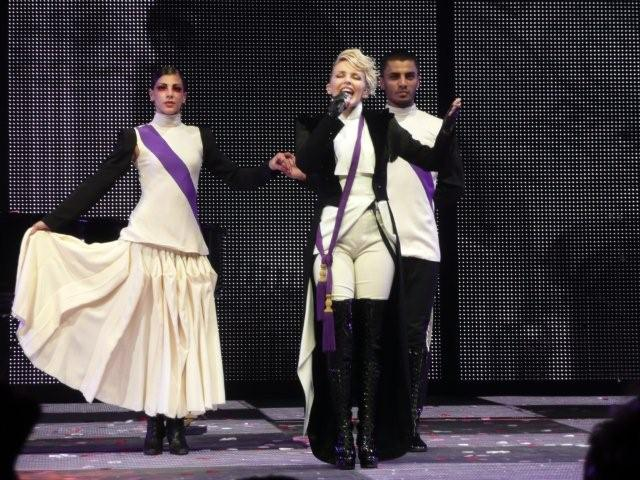
凯莉着马车夫服进行表演

表演分7部分，谢幕返场以及中场休息。整个巡演中，表演顺序，歌单，表演服装，甚至凯莉的发型都做了数次改变。
演出场地由三部分组成，左右各一个小型迷你舞台，供乐队和背景歌手表演。主舞台设计简约，装有LED地板，后方则放置了可移动的巨型LED屏幕。在体育场、露天场地以及小型剧场举办的演唱会，由于场地和技术限制，LED地板，连同一些作为点睛之笔的道具，如紫色“蜘蛛网”，巨型骷髅头等被移除。
凯莉将演出形容为“戏中戏”，因为每场表演都各不相同。她说她的灵感来源于皇后乐队主唱佛莱迪·摩克瑞。
表演第一部分，Xlectro Static（“电子干扰”），以一个充满未来感的视频开场，视频以霓虹灯显像方式展现了凯莉的面部轮廓。巨型LED屏幕向两侧滑开，随后凯莉站在巨型“蛛网”上着“蜘蛛女”晚装出场（在南美巡演中，“蜘蛛女”晚装被替换为黑底金色束腰装）。 一些场次的表演受制于场地或技术原因，出场方式改为快速将巨型扬声器（和相关道具）移开。她演唱了"Speakerphone"，名曲"Can't Get You Out of My Head""In Your Eyes"以及一首未发型单曲"Ruffle My Feather"。
表演第二部分，Cheer Squad'（“拉拉队”），以Toni Basil的名曲"Mickey"开演。凯莉和她的伴舞着美国啦啦队队服表演。第二部分要表现出美国高校的生气勃勃，凯莉演唱了"Heart Beat Rock"、"Wow"和"Shocked"。“Shocked”在随后的一些巡演中被缩为舞蹈表演，作为中场休息。第二部分是整场巡演中凯莉最喜欢的部分。
Beach Party（“沙滩派对”）是表演第三部分，以"Love Boat"开场，之后凯莉翻唱巴瑞·曼尼洛名曲"Copacabana"。在巴黎首演上，凯莉还演唱了"That's Why They Write Love Songs"，以此向上世纪40、50年代的许多爱情剧主题曲致敬，之后的巡演凯莉没有再演唱这首歌。第三部分以名曲"Spinning Around"结束。

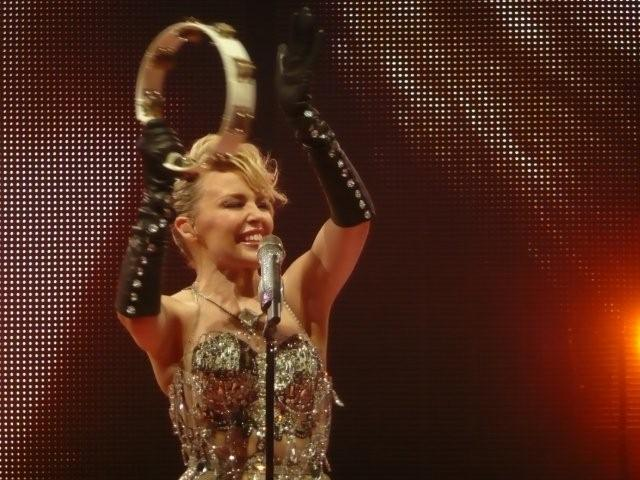
凯莉谢幕返场

第四部分，Xposed（“暴露”），凯莉以“性感女服务员”的身份出场，她所坐的巨型头骨从空中慢慢滑入舞台，凯莉则演唱"Like a Drug"，随后头骨降到舞台，凯莉继续演唱"Slow"，并将歌曲"Free"（出自"Intimate and Live"）穿插其中。头骨道具得到了歌迷非常积极的认可，但后来在一些受制于场地和技术因素的表演中被LCD屏幕上的CG骷髅动画取代。（CG骷髅动画在南美巡演前一直没有出现）
第五部分Naughty Manga Girl（“淘气艺妓女”）可以看到亚洲文化的影子，这段表演中凯莉的着装灵感来自于日本艺妓。表演中，一个金字塔形道具升上舞台，道具随后打开，凯莉开始演唱Come into My World，Nu-di-ty和Sensitized。这段表演以稀有单曲Sometime Samurai的视频表演开场。在受制于技术因素的巡演中，这段表演被彻底删除。
表演第六段，Starry Nights（“星光闪烁的夜晚”），凯莉着蓝色丝质晚礼服出场，演唱新歌"Flower"和慢板I Believe in You。媒体对这段表演赞不绝口。在首场表演上，  Starry Nights以"Cosmic"作结，但在以后的巡演中，"Cosmic"被删除。
在第七段表演Black versus White（“黑白对阵”）中，凯莉穿着19世纪马车夫服装出场，演唱On A Night Like This, Your Disco Needs You, Kids, Step Back In Time 和 In My Arms。此段表演以钢琴独奏开场，随后乐队跟进演奏。Love at First Sight在巴黎首演中于此段表演，之后被重新编排到了返场谢幕中表演。
凯莉着夜总会风格的服装返场演唱 "No More Rain"。 包括The One, Love at First Sight, I Should Be So Lucky 以及清唱版本的 All I See在内的许多歌曲在这一部分或被加入或被调换。在南美巡演的首场表演中，凯莉着绿色羽服在谢幕返场之前加唱了音乐剧西区故事的歌曲'Somewhere和Better The Devil You Know。但是在之后的巡演中，绿色羽服的造型便不再出现，Better The Devil You Know也被移入谢幕返场中演唱。

## 舆论反应
巡演在英国和欧洲大陆得到了许多评论家积极的认可。许多评论家认为这次巡演好过她前几次的巡演。 . KylieX2008的巡演在欧洲非常卖座，并被看成是一个巨大的成功。 由于歌迷的需求，从宣布巡演日程后，数场加场演出又不断被加入日程。原本只在英国举办8场巡演，但是门票在开卖30分钟内即告售罄，凯莉不得不在英格兰，苏格兰，北爱尔兰增演25场。英国站巡演票房达26,000,000 美元 (即 14,000,000英镑), 300,000人观看了英国站的巡演

## 播映
KylieX2008在2008年8月末在英国4 Music频道首播。2008年10月媒体披露FremantleMedia将会发行该次巡演的DVD。DVD收录了整场演出，巡演相册以及巡演时所使用的背景视频。该DVD已于2008年12月1日在英国和澳大利亚 发行。 巡演的蓝光光盘也已于2009年4月在亚马逊德国网站上开始发售。

## 链接
- 凯莉米洛官方网站